# Jesse James
Jesse Woodson James (5. září 1847 Kearney – 3. dubna 1882 St. Joseph) byl americký zločinec, lupič a vrah. Již za svého života byl slavný a po své smrti se stal americkou legendou, prototypem lupiče z Divokého západu. Během války Severu proti Jihu se spolu se svým bratrem Frankem účastnil partyzánských bojů na straně Jižanů, po válce se pak jako člen různých zločineckých tlup živil přepadáváním vlaků, dostavníků a bank. Roku 1882 jej zastřelil Robert Ford, mladý začínající gangster, který doufal, že se tak stane slavným a získá odměnu vypsanou na Jamesovu hlavu státem.